# Голова (посада)
Голова — особа, яка керує засіданням або зборами. У поєднанні з назвою установи або органу є офіційним найменування очільника, тобто головної посадової особи цієї установи або органу. Найчастіше на цю посаду особа обирається.

## Історія

### Московська держава
У Московській державі XVI—XVII століть голова — назва кількох адміністративних і військових посад:
Цивільні посади
- житничний голова — особа, що відала державними хлібними запасами[1] (скасована в 1679 році);
- кабацький голова (шинкові збори);
- таможенний голова (митничні збори);
- соляний голова;

Військові посади
- об'їжджий голова[2] (міський поліцейський);
- засічний голова — начальник засічних укріплень на південних рубежах Московської держави[3];
- заставний голова[4];
- Голова в наряду — начальник артилерії («наряду»), пізніше пушкарський голова[5] (скасована в 1679 році);
- стрілецький голова[6] (начальник великого формування стрілецького війська — до 500 осіб особового складу);
- козачий голова — начальник городового козачого війська[7];
- письменний голова — посада в міському уряді, первісно письменні голови були заступниками воєвод[8];
- татарський голова — начальник татарського загону московської служби[9];
- станичний голова[10];
- осадний голова — заступник міського воєводи[11] (скасована в 1679 році);
- та інші;

Перебування на посаді голови називалося «головством».

### Російська імперія
- міський голова (з 1767 року);
- волосний голова;
- ремісничий голова (з 1785 року)[13].

### СРСР
У СРСР «головами» називалися керівники адміністрацій (колгоспів, радгоспів) на Півдні РРФСР і УРСР.

## Голова територіальної громади в Україні
Сільський, селищний, міський голова — головна посадова особа територіальної громади відповідно села (добровільного об'єднання в одну територіальну громаду жителів кількох сіл), селища, міста в Україні.
Він обирається відповідною територіальною громадою на основі загального, рівного, прямого виборчого права шляхом таємного голосування в порядку, визначеному законом, і здійснює свої повноваження на постійній основі. Строк повноважень сільського, селищного, міського голови, обраного на чергових місцевих виборах, визначається Конституцією України (п'ять років).
Сільський, селищний, міський голова очолює виконавчий комітет відповідної сільської, селищної, міської ради, головує на її засіданнях.
Сільський, селищний, міський голова не може бути депутатом будь-якої ради, суміщати свою службову діяльність з іншою посадою, в тому числі на громадських засадах (крім викладацької, наукової та творчої роботи у позаробочий час), займатися підприємницькою діяльністю, одержувати від цього прибуток.
На сільських, селищних, міських голів поширюються повноваження та гарантії депутатів рад, передбачені законом про статус депутатів рад, якщо інше не встановлено законом.